# Lom (Niżne Tatry)
Lom (1557 m) – szczyt w Niżnych Tatrach na Słowacji. Znajduje się w południowym grzbiecie Dereszy (Dereše, 2004 m), opadającym do Doliny Górnego Hronu. Grzbiet ten oddziela dwie doliny. Po zachodniej stronie jest to Vajskovská dolina, po wschodniej Bystrá dolina. Na południowym wierzchołku Baby grzbiet rozgałęzia się na dwa ramiona: południowo-zachodnie z wierzchołkiem Lom i południowo-wschodnie z wierzchołkiem Mesiačik. Północno-zachodnie stoki Lomu opadają do Vajskovskiej doliny, we wschodnie wcina się dolinka potoku o nazwie Červená voda, w południowe dolinka Kvačkajová. 
Nazwę Lom podaje internetowa mapa turystyczna Słowacji, na mapie Niżnych Tatr szczyt ten opisany jest jako Poľana. Lom jest porośnięty lasem, a jego stoki przecina wiele dróg leśnych. Grzbietem poprowadzono granicę parku narodowego. Północno-zachodnia część Mesiačika znajduje się w obrębie Parku Narodowego Niżne Tatry, południowo-zachodnia jest poza obrębem tego parku.
W południowo-wschodnim kierunku poniżej szczytu Lomu znajdują się sztolnie dawnej kopalni rud antymonu (Antimônove bane), dawniej zwane baniami. Przez szczyt Lomu nie prowadzi przez niego żaden szlak turystyczny, ale południowymi stokami biegnie ścieżka edukacyjna „Medvedou cestičkou". Tworzy zamkniętą pętlę, odgałęzia się od niej krótka ścieżka dojściowa do sztolni Antimônove bane.